# Liste der Staatsoberhäupter 1058
Übersicht
◄◄ | ◄ | 1054 | 1055 | 1056 | 1057 | Liste der Staatsoberhäupter 1058 | 1059 | 1060 | 1061 | 1062 | ► | ►►

Weitere Ereignisse

## Afrika
- Ägypten (Fatimiden)
  - Kalif: al-Mustansir (1036–1094)

- Äthiopien
  - Kaiser (Negus Negest): Yemrehana Krestos (1039–1079)

- Ifrīqiya (Ziriden)
  - Herrscher: al-Muʿizz ibn Bādīs az-Zīrī (1016–1062)

## Asien
- Bagan
  - König: Anawrahta (1044–1078)

- Champa
  - König: Jaya Paramesvara Varman I. (1044–1060)

- China
  - Liao (in Nordchina)
    - Kaiser: Liao Daozong (1055–1101)

  - Nördliche Song
    - Kaiser: Renzong (1022–1063)

  - Xi Xia
    - Kaiser: Yìzōng (1048–1067)

- Georgien
  - König: Bagrat IV. (1027–1072)

- Ghaznawiden (in Nordwest-Indien)
  - Sultan: Farruchzād (1052–1059)

- Indien
  - Westliche Chalukya (in Westindien)
    - König: Rajaraja Narendra (1018–1061)

  - Chola (in Südindien)
    - König: Rajendra Chola II. (1054–1063)

  - Hoysala (im heutigen Karnataka)
    - König: Vinayaditya (1047–1108)

  - Kaschmir (Lohara-Dynastie)
    - König: Ananta Deva (1028–1063)

- Iran
  - Buyiden
    - Herrscher von Fars und Chuzistan: Abu Mansur Fulad Sutun (1055–1062)

- Japan
  - Kaiser: Go-Reizei (1045–1068)

- Khmer
  - König: Udayadityavarman II. (1050–1066)

- Korea
  - Goryeo
    - König: Munjong (1046–1083)

- Kalifat der Muslime
  - Kalif: al-Qa'im (1031–1075)

- Seldschuken-Reich
  - Großseldschuken
    - Sultan: Tughrul Beg (1016–1063)

  - Kirman-Seldschuken
    - Sultan: Qawurd (1048–1073)

- Vietnam (Lý-Dynastie)
  - Kaiser: Lý Nhật Tôn (1054–1072)

## Europa
- Byzantinisches Reich
  - Kaiser: Isaak I. (1057–1059)

- Dänemark
  - König: Sven Estridsson (1047–1076)

- England
  - König: Eduard der Bekenner (1042–1066)

- Frankreich
  - König: Heinrich I. (1031–1060)
  - Anjou
    - Graf: Gottfried II. (1040–1060)

  - Aquitanien
    - Herzog: Wilhelm VII. (1039–1058)
    - Herzog: Wilhelm VIII. (1058–1086)

  - Auvergne
    - Graf: Wilhelm V. (1032–1064)

  - Bretagne
    - Herzog: Conan II. (1040–1066)

  - Burgund (Herzogtum)
    - Herzog: Robert I. (1032–1076)

  - Burgund (Freigrafschaft)
    - Pfalzgraf: Wilhelm I. (1057–1087)

  - Maine
    - Graf: Herbert II. (1051–1062)

  - Normandie
    - Herzog: Wilhelm II. (1035–1087) (1066–1087 König von England)

  - Grafschaft Toulouse
    - Graf: Pons (1037–1061)

- Heiliges Römisches Reich
  - Römisch-deutscher König: Heinrich IV. (1056–1105) (ab 1084 Kaiser)
  - Bayern
    - Herzogin: Agnes (1055–1061)

  - Böhmen
    - Herzog: Spytihněv II. (1055–1061)

  - Flandern
    - Graf: Balduin V. (1035–1067)

  - Holland
    - Graf: Florens I. (1049–1061)

  - Kärnten
    - Herzog: Konrad III. (1056–1061)

  - Lausitz
    - Markgraf: Dedo I. (1046–1069, 1069–1075)

  - Luxemburg
    - Graf: Giselbert (1047–1059)

  - Meißen
    - Markgraf: Wilhelm (1046–1062)

  - Niederlothringen
    - Herzog: Friedrich II. (1046–1065)

  - Oberlothringen
    - Herzog: Gerhard (1048–1070)

  - Sachsen
    - Herzog: Bernhard II. (1011–1059)

  - Schwaben
    - Herzog: Rudolf von Rheinfelden (1057–1079) (1077–1080 Gegenkönig)

- Italien
  - Amalfi
    - Herzog: Johannes II. (III.) (1028–1029, 1029–1034, 1052–1069)

  - Apulien
    - Herzog: Robert Guiskard (1057–1085) (bis 1058 Graf) (1078–1081 Herzog von Benevent)

  - Aversa
    - Graf: Richard (1049–1078) (1058–1078 Fürst von Capua)

  - Benevent (gemeinsame Herrschaft)
    - Herzog: Pandulf III. (1012–1053, 1054–1059)
    - Herzog: Landulf VI. (1038–1053, 1054–1077)
    - Herzog: Pandulf IV. (1056–1074)

  - Capua
    - Fürst: Landulf VIII. (1057–1058)
    - Fürst: Richard I. (1058–1078) (1049–1078 Graf von Aversa)

  - Kirchenstaat
    - Papst: Stephan IX. (1057–1058)
    - Papst: Nikolaus II. (1058–1061)

  - Montferrat
    - Markgraf: Otto II. (1042–1084)

  - Neapel
    - Herzog: Sergius V. (1042–1082)

  - Salerno
    - Fürst: Gisulf II. (1052–1077)

  - Toskana
    - Markgraf: Gottfried (1056–1069) (1044–1046 Herzog von Oberlothringen, 1065–1069 Herzog von Niederlothringen)

  - Venedig
    - Doge: Domenico I. Contarini (1043–1071)

- Kroatien
  - König: Stjepan I. (1030–1058)
  - König: Petar Krešimir IV. (1058–1074/75)

- Norwegen
  - König: Harald III. (1047–1066)

- Polen
  - Herzog: Kasimir I. (1034–1058)
  - Herzog: Bolesław II. (1058–1079) (ab 1076 König)

- Russland
  - Großfürst: Isjaslaw I. (1054–1073, 1076–1078)

- Schottland
  - König: Lulach (1057–1058)
  - König: Malcolm III. (1058–1093)

- Schweden
  - König: Emund der Alte (1050–1060)

- Spanien
  - Aragón
    - König: Ramiro I. (1035–1063)

  - Barcelona
    - Graf: Raimund Berengar I. (1035–1076)

  - Kastilien
    - Köng: Ferdinand I. (1035–1065) (1037–1065 König von León)

  - León
    - König: Ferdinand I. (1037–1065) (1035–1065 König von Kastilien)

  - Navarra
    - König: Sancho IV. (1054–1076)

- Ungarn
  - König: Andreas I. (1046–1060)

- Zeta (im heutigen Montenegro)
  - Fürst: Mihailo Vojislavljević (um 1055–um 1082)